# Hansi Küpper
Hans-Georg Küpper, Hansi Küpper (Essen, 1961), è un giornalista tedesco.
Dal 1989 è attivo come commentatore di calcio. Dal 2009 è attivo a ProSiebenSat.1 Media. Ha commentato il stazioni Sat.1 e Kabel 1 (dal 2012 esclusivamente con Kabel 1) UEFA Champions League e la UEFA Europa League (dal 2012 solo partite della UEFA Europa League).